# افسرالدوله
افسرالدوله (۱۲۷۵–۱۳۱۹ قمری) شاهزاده قاجار، دختر ناصرالدین‌شاه و گلین خانم بود.
او در سال ۱۲۷۵ قمری متولد شد و در سال ۱۲۸۶ قمری در سن یازده سالگی با ابوالفتح میرزا مؤیدالدوله پسر مراد میرزا حسام‌السلطنه (پسر عباس میرزا) ازدواج کرد.
به گفته منصور اوجی، باغ فرمانیه در گذشته به افسرالدوله متعلق بوده‌است و پیش از انتقال به خاندان فرمانفرما، «باغ افسریه» نام داشته‌است. این باغ اکنون متعلق به سفارت ایتالیا است.
او در سال ۱۳۱۹ قمری درگذشت و در حرم معصومه در قم به خاک سپرده شد.